# Bertil Glans
Paul Bertil Teofil Glans (* 13. Oktober 1929 in Hallands län; † 16. Januar 2006 ebenda) war ein schwedischer Badmintonspieler.

## Karriere
Bertil Glans gewann 1954 seinen ersten nationalen Titel in Schweden, drei weitere folgten bis 1961. International siegte er unter anderem bei den Swedish Open und den Norwegian International.

## Sportliche Erfolge
| Saison    | Veranstaltung                     | Disziplin    | Platz | Name                                                            |
| --------- | --------------------------------- | ------------ | ----- | --------------------------------------------------------------- |
| 1946/1947 | Schweden: Einzelmeisterschaft U19 | Herreneinzel | 1     | Bertil Glans (Halmstad BK)                                      |
| 1946/1947 | Schweden: Einzelmeisterschaft U19 | Mixed        | 1     | Bertil Glans / Astrid Löfgren (Halmstad BK / GBK)               |
| 1955/1956 | Schweden: Einzelmeisterschaft     | Mixed        | 1     | Bertil Glans / Berit Olsson (Halmstad BK / MFF)                 |
| 1956      | Swedish Open                      | Herrendoppel | 1     | Berndt Dahlberg / Bertil Glans                                  |
| 1957/1958 | Schweden: Einzelmeisterschaft     | Herreneinzel | 1     | Bertil Glans (Halmstad BK)                                      |
| 1957/1958 | Schweden: Einzelmeisterschaft     | Mixed        | 1     | Bertil Glans / Berit Olsson (Halmstad BK / BK Aura)             |
| 1958/1959 | Schweden: Einzelmeisterschaft     | Mixed        | 1     | Bertil Glans / Berit Olsson (Halmstad BK / BK Aura)             |
| 1958/1959 | Schweden: Einzelmeisterschaft     | Herreneinzel | 1     | Bertil Glans (Halmstad BK)                                      |
| 1959      | German Open                       | Mixed        | 3     | Bertil Glans / Olsson                                           |
| 1959      | Norwegian International           | Herrendoppel | 1     | Bertil Glans / Berndt Dahlberg                                  |
| 1959      | German Open                       | Herreneinzel | 1     | Bertil Glans                                                    |
| 1959      | Swedish Open                      | Herrendoppel | 1     | Berndt Dahlberg / Bertil Glans                                  |
| 1959      | Swedish Open                      | Mixed        | 1     | Bertil Glans / Berit Olsson                                     |
| 1959      | Norwegian International           | Herreneinzel | 1     | Bertil Glans                                                    |
| 1959      | German Open                       | Herrendoppel | 2     | Bertil Glans / Eliasson                                         |
| 1959/1960 | Schweden: Einzelmeisterschaft     | Herrendoppel | 1     | Berndt Dahlberg / Bertil Glans (SBK / Halmstad BK)              |
| 1959/1960 | Schweden: Einzelmeisterschaft     | Mixed        | 1     | Bertil Glans / Berit Olsson (Halmstad BK / BK Aura)             |
| 1960      | German Open                       | Herrendoppel | 1     | Bertil Glans / Berndt Dahlberg                                  |
| 1960      | Norwegian International           | Herrendoppel | 1     | Bertil Glans / Ingemar Eliasson                                 |
| 1961/1962 | Schweden: Einzelmeisterschaft     | Herreneinzel | 1     | Bertil Glans (Halmstad BK)                                      |
| 1962      | Nordische Meisterschaften         | Herrendoppel | 1     | Bertil Glans / Göran Wahlqvist                                  |
| 1962/1963 | Schweden: Einzelmeisterschaft     | Herreneinzel | 1     | Bertil Glans (Halmstad BK)                                      |
| 1962/1963 | Schweden: Einzelmeisterschaft     | Herrendoppel | 1     | Berndt Dahlberg / Bertil Glans (SBK / Halmstad BK)              |
| 1963/1964 | Schweden: Einzelmeisterschaft     | Herrendoppel | 1     | Berndt Dahlberg / Bertil Glans (SBK / Halmstad BK)              |
| 1966/1967 | Schweden: Einzelmeisterschaft O35 | Mixed        | 1     | Bertil Glans / Anne-Marie Magnusson (Halmstad BK / IFK Lidingö) |
| 1966/1967 | Schweden: Einzelmeisterschaft O35 | Herreneinzel | 1     | Bertil Glans (Halmstad BK)                                      |
| 1967/1968 | Schweden: Einzelmeisterschaft O35 | Herreneinzel | 1     | Bertil Glans (Halmstad BK)                                      |
| 1969/1970 | Schweden: Einzelmeisterschaft O35 | Herrendoppel | 1     | Berndt Dahlberg / Bertil Glans (MAI / Halmstad BK)              |
| 1970/1971 | Schweden: Einzelmeisterschaft O35 | Herrendoppel | 1     | Berndt Dahlberg / Bertil Glans (MAI / Halmstad BK)              |
| 1971/1972 | Schweden: Einzelmeisterschaft O35 | Herrendoppel | 1     | Berndt Dahlberg / Bertil Glans (MAI / Halmstad BK)              |
| 1972/1973 | Schweden: Einzelmeisterschaft O35 | Herrendoppel | 1     | Berndt Dahlberg / Bertil Glans (MAI / Halmstad BK)              |
| 1973/1974 | Schweden: Einzelmeisterschaft O35 | Herrendoppel | 1     | Berndt Dahlberg / Bertil Glans (MAI / Halmstad BK)              |